# Cheliferoides segmentatus
Cheliferoides segmentatus là một loài nhện trong họ Salticidae.
Loài này thuộc chi Cheliferoides. Cheliferoides segmentatus được Frederick Octavius Pickard-Cambridge miêu tả năm 1901.